# Chang Hao
Chang Hao (en chino: 常昊; 28 de abril de 1997) es una deportista china que compite en natación sincronizada.
Participó en los Juegos Olímpicos de París 2024, obteniendo una medalla de oro en la prueba de equipo. Ganó catorce medallas en el Campeonato Mundial de Natación entre los años 2017 y 2025.

## Palmarés internacional
| Juegos Olímpicos   | Juegos Olímpicos        | Juegos Olímpicos | Juegos Olímpicos  |
| Año                | Lugar                   | Medalla          | Prueba            |
| ------------------ | ----------------------- | ---------------- | ----------------- |
| 2024               | París (Francia)         | Medalla de oro   | Equipo            |
| Campeonato Mundial |                         |                  |                   |
| Año                | Lugar                   | Medalla          | Prueba            |
| 2017               | Budapest (Hungría)      | Medalla de oro   | Combinación libre |
| 2017               | Budapest (Hungría)      | Medalla de plata | Equipo libre      |
| 2019               | Gwangju (Corea del Sur) | Medalla de plata | Equipo libre      |
| 2019               | Gwangju (Corea del Sur) | Medalla de plata | Combinación libre |
| 2022               | Budapest (Hungría)      | Medalla de oro   | Equipo técnico    |
| 2022               | Budapest (Hungría)      | Medalla de oro   | Equipo libre      |
| 2023               | Fukuoka (Japón)         | Medalla de oro   | Equipo libre      |
| 2023               | Fukuoka (Japón)         | Medalla de oro   | Rutina acrobática |
| 2024               | Doha (Catar)            | Medalla de oro   | Equipo técnico    |
| 2024               | Doha (Catar)            | Medalla de oro   | Equipo libre      |
| 2024               | Doha (Catar)            | Medalla de oro   | Rutina acrobática |
| 2025               | Singapur (Singapur)     | Medalla de oro   | Equipo técnico    |
| 2025               | Singapur (Singapur)     | Medalla de oro   | Equipo libre      |
| 2025               | Singapur (Singapur)     | Medalla de oro   | Rutina acrobática |